# Carlo Ottavio di Colloredo

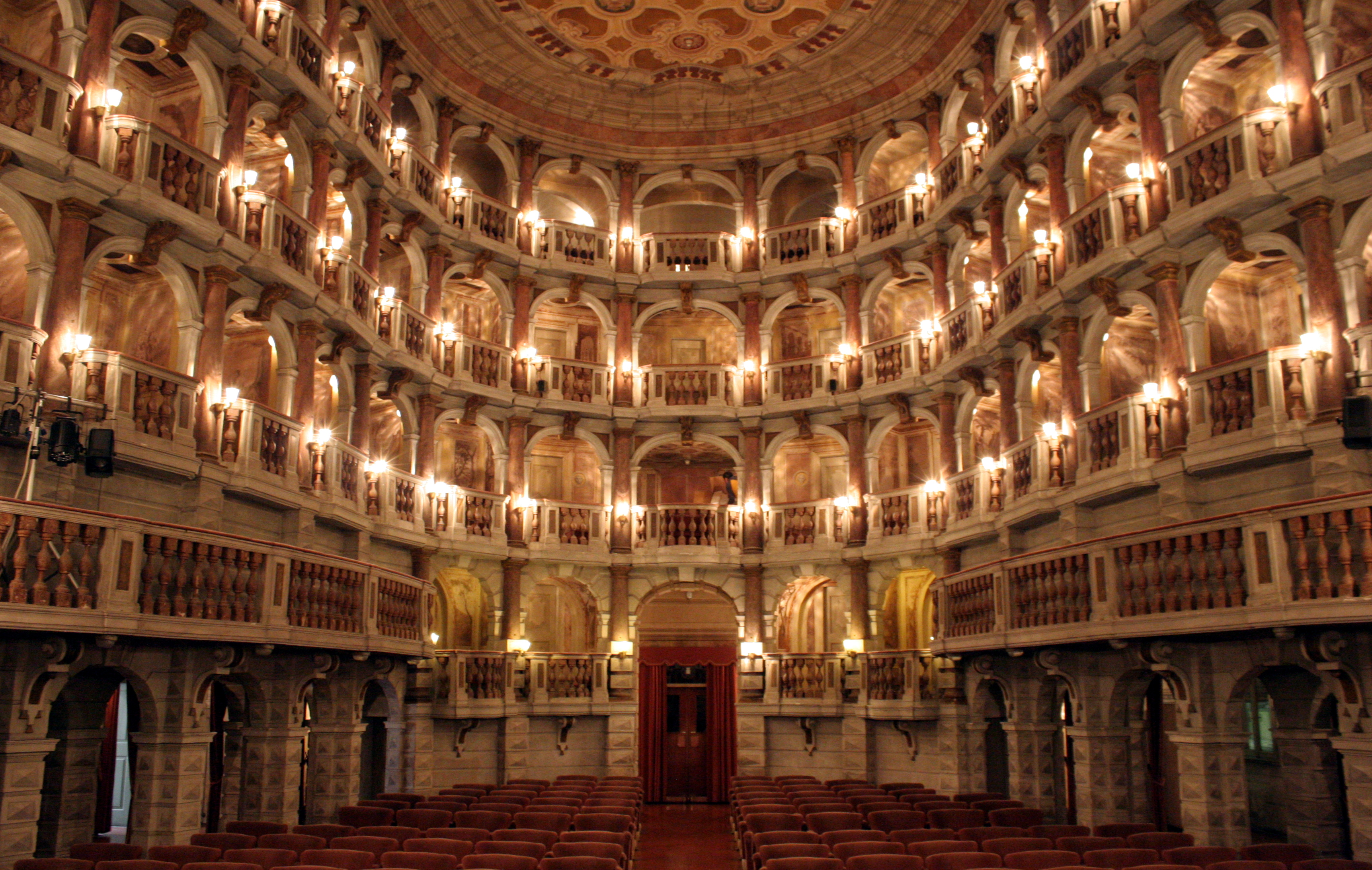
Mantova, Teatro Bibiena

Conte Carlo Ottavio di Colloredo (Venezia, 27 dicembre 1723 – Mantova, 20 aprile 1786) è stato un letterato italiano.

## Biografia
Era figlio del conte Carlo Ludovico e di sua moglie, la principessa Eleonora Gonzaga (1699-1779), figlia di Ottavio II Gonzaga dei Gonzaga di Vescovato.
Fu educato nel collegio dei nobili di Modena e, dopo un breve soggiorno a Vienna nel 1748, venne insignito del grado di "Gentiluomo di Camera" dall'imperatrice Maria Teresa d'Austria. Nel 1750 si stabilì a Mantova dove sposò Ippolita Bentivoglio d'Aragona (1723-1786), secondogenita del marchese Ippolito Bentivoglio d'Aragona e di Marianna Gonzaga (1706-1758), sorella della madre Eleonora.
Nel 1768 fondò a Mantova la "Reale Accademia di Scienze e Belle Lettere". Fu direttore dell'Accademia dei Timidi e commissionò ad Antonio Bibbiena, che lo realizzò nel periodo 1767-1769, a Mantova il Teatro Scientifico, gioiello settecentesco della città, dove Mozart il 16 gennaio 1770 tenne un concerto nella sua prima tournée italiana, all'età di quattordici anni.
Morì nel 1786.

## Discendenza
Carlo Ottavio e Ippolita ebbero quattro figli: 
- Giuseppe
- Giambattista
- Mariarosa
- Marianna